# 侧鳃总科
侧鳃总科（學名：Pleurobranchoidea）是海洋腹足綱軟體動物異鰓類支序側鰓目之下的一個總科。

## 分類
侧鳃总科之下有下列三個科：
- 無殼側鰓科 Pleurobranchaeidae Pilsbry, 1896
- 侧鳃科 Pleurobranchidae Gray, 1827
- 吉訶德科 Quijotidae Ortea, Moro & Bacallado, 2016：得名於西班牙語名著《唐吉訶德》[3]